# Tuga Angerami
José Gualberto Tuga Martins Angerami (Mococa, 17 de abril de 1950)  é um professor universitário e político brasileiro.

## Carreira profissional
Graduação em Psicologia pela Faculdade de Ciências da Fundação Educacional de Bauru, atual UNESP Universidade Estadual Paulista em Bauru. Possui doutorado em Psicologia pela Universidade de Brasília (UnB) e mestrado pela Western Michigan University nos Estados Unidos.
Foi professor universitário na Faculdade de Ciências da UNESP de  Bauru.

## Carreira política
Seu primeiro mandato foi em 1983/1988, como vice-prefeito de Edson Bastos Gasparini. Com o falecimento deste, assumiu a prefeitura de Bauru.
Após seis anos no executivo de Bauru, candidatou-se, em 1991, a uma cadeira na Câmara dos Deputados, na qual permaneceu até 1995, reelegendo-se para um segundo mandato de 1995 e 1999.
Em 2004, Tuga Angerami candidatou-se a prefeito de Bauru pelo PDT, e venceu as eleições com 51,78% dos votos válidos, derrotando Caio Coube, candidato do PSDB, que obteve 48,22%.